# Vincenzo Carlo Di Gennaro
Vincenzo Carlo Di Gennaro (San Severo, 4 novembre 1972 – Cagnano Varano, 13 aprile 2019) è stato un carabiniere italiano, Maresciallo Maggiore dei Carabinieri, insignito della medaglia d'oro al valor civile alla memoria.

## Biografia
Sottufficiale dell'Arma dei Carabinieri, svolgeva servizio presso la Stazione Carabinieri di Cagnano Varano già da alcuni anni.
Il 13 aprile 2019, nel corso di un servizio di pattuglia, insieme a un collega stava controllando un individuo con precedenti penali quando, all'improvviso, quest'ultimo ha estratto una pistola sparando sul maresciallo maggiore che rimase ucciso sul colpo. Egli era il Vicecomandante della Stazione locale, e viveva a San Severo con il padre, Luigi di Gennaro, un contadino in pensione. Non era sposato ma fidanzato con Stefania Gulano con la quale stava progettando di sposarsi e di andare a vivere insieme. Il Maresciallo era conosciuto e rispettato in paese per la sua disponibilità. Il Sindaco, Claudio Costanzucci Paolino, e molti cittadini hanno ricordato il Carabiniere "come una persona straordinaria, sempre pronta a sacrificarsi per il suo lavoro". Il funerale si tenne a San Severo il 16 aprile del 2019, con la partecipazione di alte cariche dello Stato e dell'Arma dei Carabinieri, tra cui l'ex Comandante Generale Giovanni Nistri e il premier Giuseppe Conte. La cerimonia fu seguita da una folla numerosa che rese omaggio al Carabiniere ucciso. 

## Memoria
Il 4 giugno 2020, Il Comandante Generale dell'Arma dei Carabinieri Giovanni Nistri ha consegnato personalmente al padre di Di Gennaro, la medaglia d'oro al valor civile "alla memoria" del maresciallo maggiore Vincenzo Carlo Di Gennaro, nel corso di una cerimonia tenutasi presso il Comando Legione Carabinieri Puglia di Bari.